# Eudistoma mexicanum
Eudistoma mexicanum is een zakpijpensoort uit de familie van de Polycitoridae. De wetenschappelijke naam van de soort is voor het eerst geldig gepubliceerd in 1945 door Van Name.